# Novoměstská radnice
Novoměstská radnice (německy: Neustädter Rathaus) patří k nejvýznamnějším gotickým stavbám na Novém Městě pražském, jež byly vybudovány v době panování Karla IV. Přáním panovníka bylo, aby se Karlovo náměstí (tehdejší Dobytčí trh), stalo nejen významným obchodním střediskem, ale i důstojným protějškem náměstí Staroměstského. To byl také důvod, proč Novoměstská radnice měla vynikat výstavností. Gotická budova radnice se nachází na rohu Vodičkovy ulice a severního průčelí Karlova náměstí v Praze 2.

## Výstavba

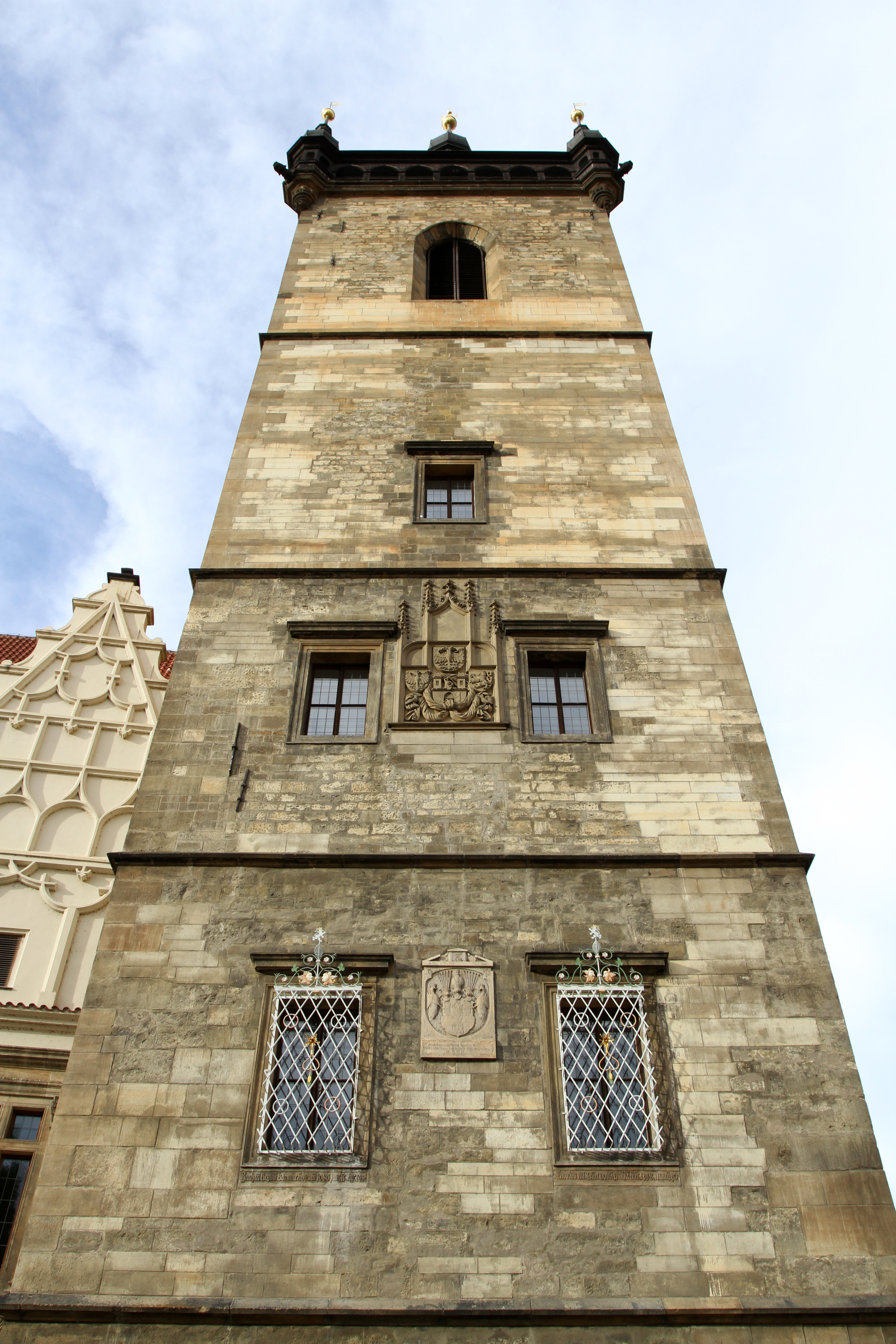
Radnice Novoměstská (Nové Město) Karlovo nám. 23

Novoměstskou radnici tvoří několik budov a jejich výstavba probíhala postupně, po etapách. Nejstarší část stavby je východní křídlo (Vodičkova ulice), jeho stavba probíhala v letech 1377–1398. Po roce 1411 bylo pod vedením Martina Frička a mistra Kříže stavěno křídlo jižní s průčelím na Karlovo náměstí. Z těchto let (1411–1418) je v přízemí hlavního jižního křídla dochován dvojlodní sál o šesti klenutých polích, nesených dvěma válcovitými pilíři a zabírá plochu téměř celého křídla. Obnoven je ve své původní gotické podobě. Síň je 23 metrů dlouhá, 11 metrů široká a výška stropů síně je 7 metrů.
Dominanta Novoměstské radnice, radniční věž, byla založena roku 1451 a je umístěna v jihovýchodním nároží (tvoří roh Vodičkovy ulice a Karlova náměstí). Stavba věže probíhala v letech 1452–1456. Vysoká je 69 metrů a na její vrchol vede 221 schodů. Má šest podlaží. Přízemí věže sloužilo jako věznice. V prvním patře je umístěna gotická, později barokně upravená kaple Nanebevzetí Panny Marie a svatého Václava. Kaple sloužila také jako poslední útočiště odsouzeným na smrt. Na stěně je freska s námětem Práva a Spravedlnosti. Barokní úprava věže je z let 1722 - 1725, její ochoz se schodištěm z r. 1732. Nejvyšší patro sloužilo od r. 1738 jako byt hlásného. 
V letech 1520–1526 bylo Benediktem Riedem renesančně upraveno jižní křídlo a hlavní průčelí (tuto podobu s vysokými štíty má průčelí dnes). Po požáru v roce 1559 bylo postaveno křídlo západní a severní a Bonifácem Wohlmutem renesančně upraveno i křídlo východní (Vodičkova ul.), v němž zůstala (v 1. patře) zachována původní rozsáhlá gotická síň s gotickou žebrovou klenbou na renesančních podpěrách. Po těchto rekonstrukcích a dostavbách byl rozsahově vývoj radnice dokončen: vznikla budova se čtyřmi křídly, arkádovým dvorem a s věží v jihovýchodním nároží.

## Historie

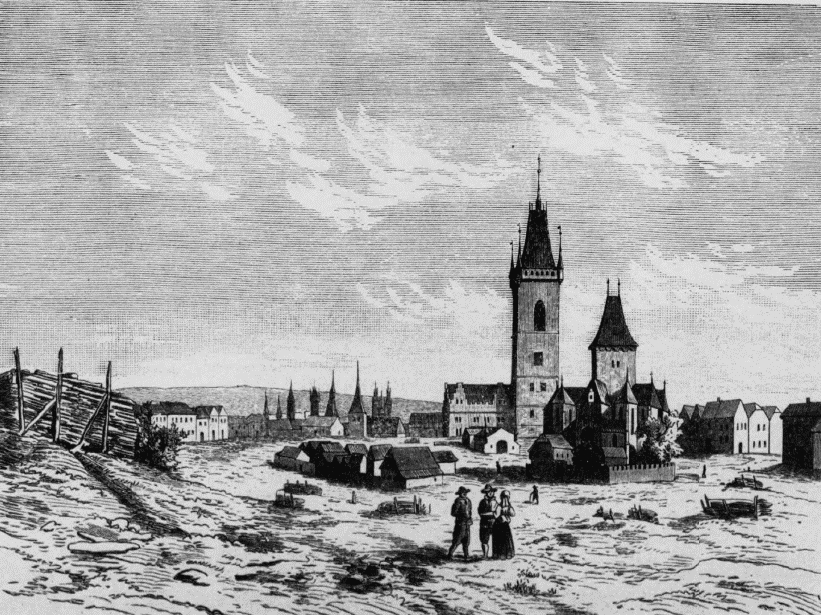
Dobytčí trh s radnicí, 17. století

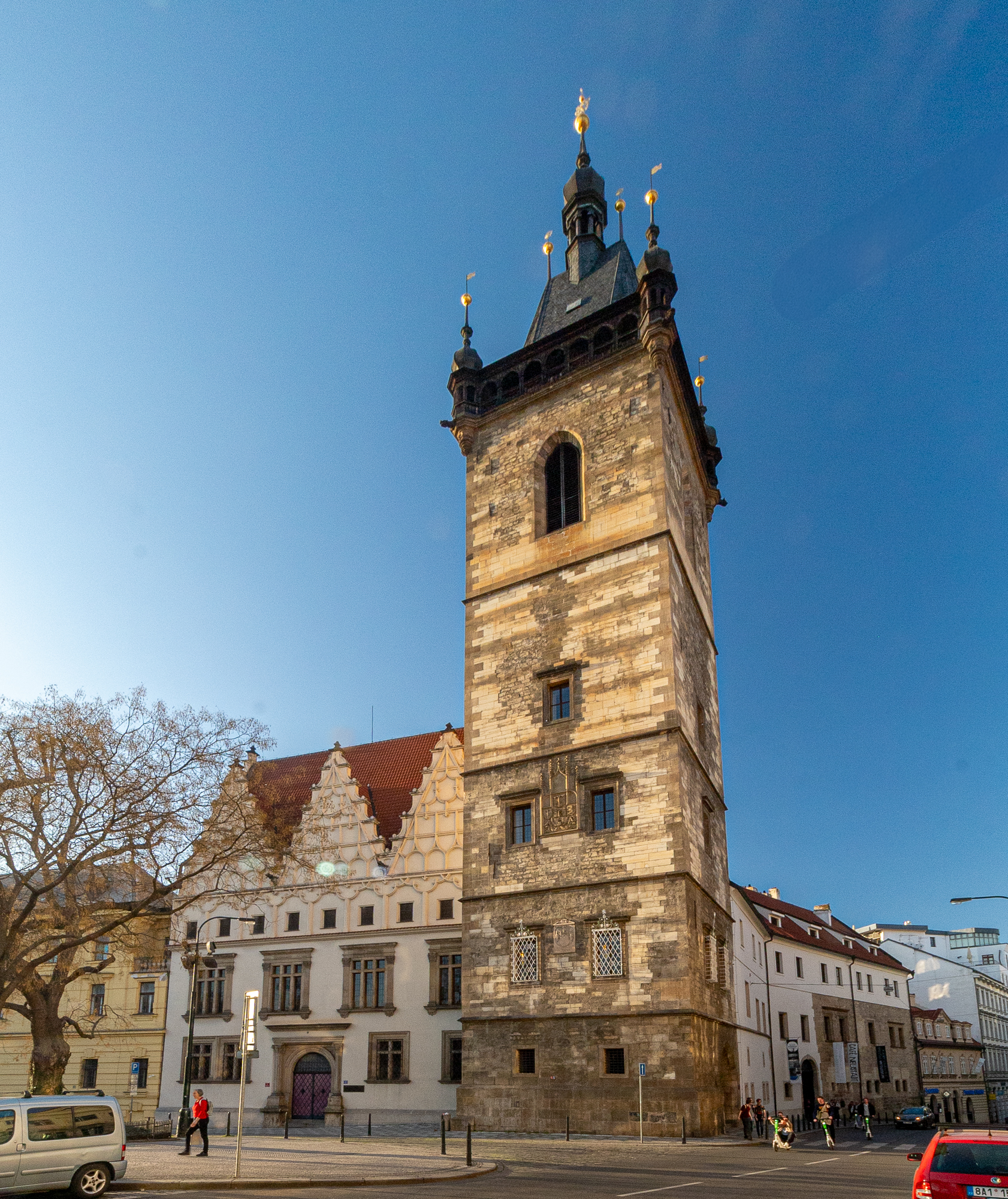
Novoměstská radnice

Jako správní budova sloužila Novoměstská radnice do roku 1784. V tomto roce, za panování Josefa II., došlo ke sjednocení čtyř pražských měst a veškerá správa města se soustředila do Staroměstské radnice. Budova Novoměstské radnice se změnila v sídlo kriminálního soudu, kancelářské prostory a žalář. Pro tyto potřeby byla v letech 1806–1811 podle projektu Karla Schmita část radnice přestavěna v empírovém slohu. V přízemním vězení (mimo jiné) pobývali: vůdce rebelujících Chodů Jan Sladký Kozina, účastníci revoluce z roku 1848, a  v roce 1894 zde probíhal proces s příslušníky pokrokové mládeže sdružených ve spolku Omladina. Po mnoha dostavbách, přestavbách a opravách – do věže roku 1559 dokonce udeřil blesk a radnice byla poničena požárem a i báň věže byla později poničena bouří – se o rekonstrukci (v letech 1905–1906) do původního stavu pokusili Antonín Wiehl a Kamil Hilbert (mimochodem jeden ze stavitelů chrámu svatého Víta ve 20. století).
Na hlavním průčelí do Karlova náměstí došlo k obnově velkých sdružených renesančních oken do hlavního sálu a renesančních štítů. V letech 1958–1959 probíhala první novodobá úprava, kdy byla v přízemní gotické síni vybudována obřadní svatební síň pro obvod Prahy 2. V roce 1962 byla radnice prohlášena za národní kulturní památku. Další rozsáhlá rekonstrukce probíhala podle projektu Václava Girsy v 80. a 90. letech 20. století (1976–1996) a prostory byly upraveny pro potřeby OÚ Praha 2. Při rekonstrukci věže byla odstraněna pamětní deska klubu Omladinářů–devadesátníků, umístěná na radnici v roce 1928 k 10. výročí vzniku Československa.

## První pražská defenestrace
V souvislosti s Novoměstskou radnicí se nelze nezmínit o první pražské defenestraci. V neděli 30. července 1419, po kázání Jana Želivského v chrámu Panny Marie Sněžné, se dav, vedený Želivským, právě před Novoměstskou radnicí dožadoval propuštění vězněných stoupenců přijímání podobojí. Není jisté, jak celá událost proběhla a co přesně ji vyprovokovalo (skutečností je, že na ranní kázání Jana Želivského se mnoho stoupenců dostavilo ozbrojeno), nicméně výsledek je všeobecně znám: někteří konšelé byli po útoku na radnici vyhozeni okny a ubiti. Tato brutální a krvavá událost stála na počátku období, které dnes nazýváme husitské války. O několik let později se Janu Želivskému stala osudnou radnice jiná, a to Staroměstská, do které byl vlákán a zavražděn.
V roce 1483 se zde odehrála i druhá pražská defenestrace. Ta se obešla bez újmy.

## Zajímavost

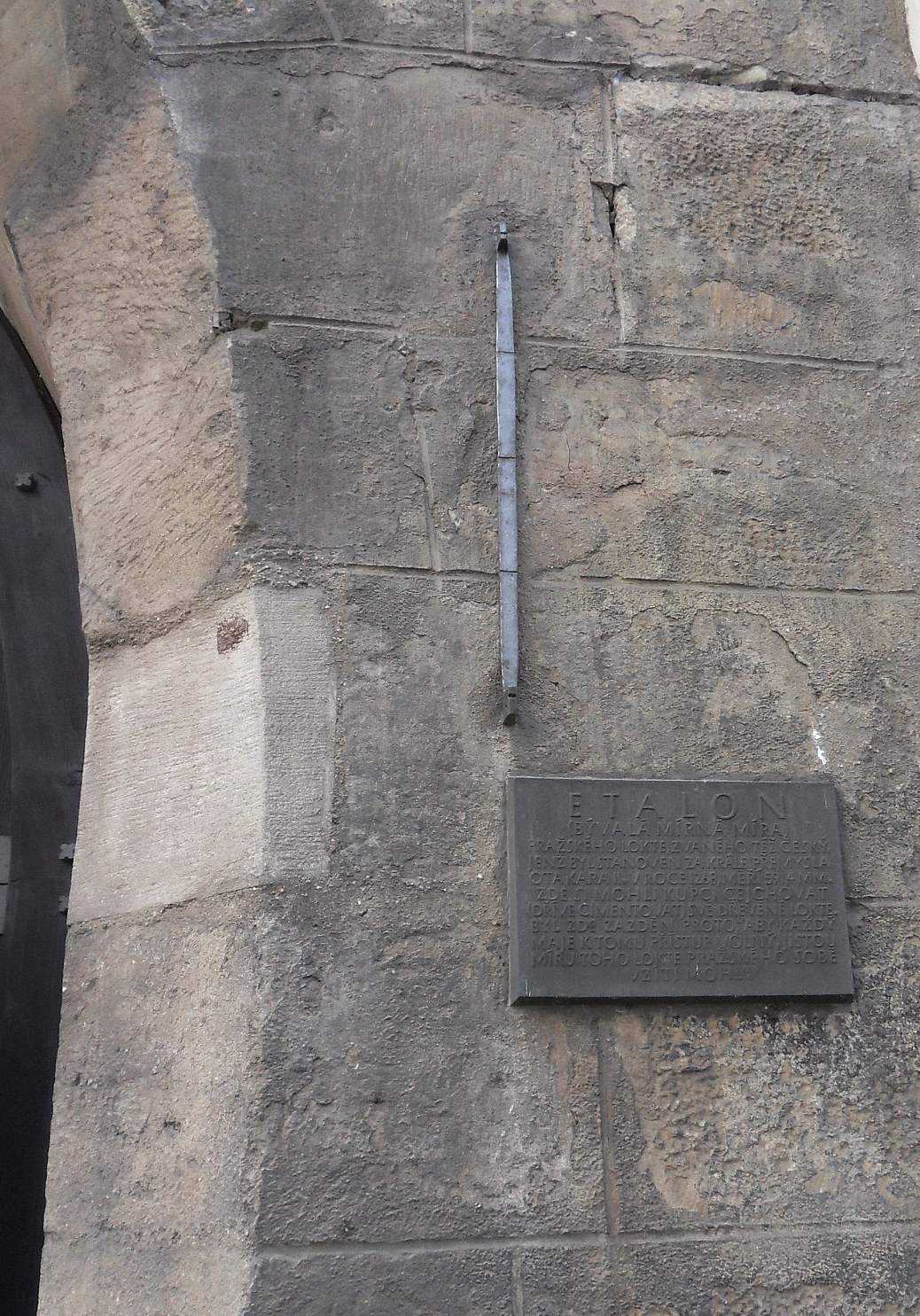
Pražský loket na zdi věže Novoměstské radnice v Praze

Poté, co Novému Městu bylo povoleno pořádání pravidelných trhů, byla radnice opatřena pražským loktem, který je možno nalézt na průčelí východního křídla (Vodičkova ulice). Jedná se o délkovou míru, činí 591,4 mm.

## Poštovní adresa
Novoměstská radnice, Karlovo náměstí 23, Praha 2 – Nové Město